# Rourea induta
Rourea induta é uma espécie  de planta com flor pertencente à família Connaraceae.
A autoridade científica da espécie é Planch, tendo sido publicada em Linnaea 23: 417. 1850.

## Brasil
Esta espécie  é nativa e não endémica do Brasil, podendo ser encontrada nas Regiões Norte, Nordeste, Centro-Oeste e Sudeste. Em termos fitogeográficos pode ser encontrada nos domínios do Cerrado e Amazônia.
Ocorrem dois táxons infra-específicos no Brasil:
- Rourea induta var. induta
- Rourea induta var. reticulata (Planch.) Baker